# Piruvato di sodio
Il piruvato di sodio è il sale di sodio dell'acido piruvico, di formula NaC3H3O3. A temperatura ambiente si presenta come un solido cristallino bianco.
Viene comunemente aggiunto ai terreni di coltura cellulare come fonte aggiuntiva di energia, ma può anche avere effetti protettivi contro il perossido di idrogeno.
Poiché il piruvato è un intermedio in molte vie del metabolismo, inclusa la glicolisi, il piruvato di sodio è stato utilizzato in molti esperimenti che coinvolgono colture cellulari per fornire più energia. Negli adipociti si è scoperto che il piruvato di sodio promuoveva un maggiore assorbimento del glucosio insulino-mediato.  Nel corpo, un modo in cui il piruvato di sodio fornisce energia alle cellule è attraverso la conversione del piruvato in acetil-CoA, producendo energia.
Il piruvato di sodio ha la capacità di attraversare la barriera ematoencefalica e viene utilizzato in diversi studi sulle lesioni cerebrali a causa di queste caratteristiche.